# Volejbol'nyj klub Lipeck
Il Volejbol'nyj Klub Indezit fu una società pallavolistica femminile russa, con sede a Lipeck.

## Storia
Il Volejbol'nyj Klub Indezit viene fondato nel 1994. Il club viene promosso in Superliga nel 1998. Nella stagione 2009-10 il club retrocede in Vysšaja Liga A. Promosso nuovamente nella massima serie nel 2013, il club inizia il campionato 2013-14, ma dopo due giornate si ritira dalla competizione, cessando le proprie attività.

## Rosa 2013-2014
L'ultima rosa con cui il Volejbol'nyj Klub Indezit ha preso parte alla Superliga.
| N° | Nome                   | Ruolo | Data di nascita  | Nazionalità sportiva |
| -- | ---------------------- | ----- | ---------------- | -------------------- |
| -  | Gennadij Aleksandrovič | All   | 15 febbraio 1966 | Russia               |
| 1  | Dar'ja Burkina         | P     | 1º aprile 1989   | Russia               |
| 2  | Oleksandra Peretjat'ko | P     | 11 aprile 1984   | Ucraina              |
| 4  | Alina Jarošik          | S     | 14 maggio 1992   | Russia               |
| 5  | Elena Ponomareva       | S     | 28 dicembre 1972 | Russia               |
| 6  | Serafima Skladanjuk    | S     | 26 gennaio 1990  | Russia               |
| 7  | Natal'ja Nemtinova     | S     | 28 marzo 1990    | Russia               |
| 9  | Galina Bojko           | L     | 29 maggio 1985   | Russia               |
| 10 | Ekaterina Starikova    | S     | 26 marzo 1985    | Russia               |
| 11 | Alina Elizarova        | C     | 15 maggio 1980   | Russia               |
| 13 | Natal'ja Chodunova     | S     | 1º luglio 1992   | Russia               |
| 15 | Margarita Pantilej     | L     | 17 luglio 1989   | Russia               |
| 17 | Anna Gur'janova        | S     | 10 gennaio 1985  | Russia               |
| 18 | Tat'jana Saltykova     | C     | 6 luglio 1990    | Russia               |